# Apocephalus rotundus
Apocephalus rotundus är en tvåvingeart som beskrevs av Brown 2002. Apocephalus rotundus ingår i släktet Apocephalus och familjen puckelflugor. Inga underarter finns listade i Catalogue of Life.